# Scytodes lineatipes
Espèce
Scytodes lineatipes est une espèce d'araignées aranéomorphes de la famille des Scytodidae.

## Distribution
Cette espèce se rencontre en Guyane, au Venezuela, à Bonaire et à Saint-Vincent.

## Description
La femelle holotype mesure 4 mm.

## Systématique et taxinomie
Cette espèce a été décrite par Taczanowski en 1874.
Scytodes romitii, placée en synonymie par Rheims et Brescovit en 2009, a été relevée de synonymie par Dupérré et Tapia en 2023.

## Publication originale
- Taczanowski, 1874 : « Les aranéides de la Guyane française. » Horae Societatis entomologicae Rossicae, vol. 10, p. 56-115 (texte intégral).